# Tunisie verte
Tunisie verte (arabe : تونس الخضراء) est un parti politique tunisien de tendance écologiste dont le fondateur est Abdelkader Zitouni.

## Légalisation
Le dossier de constitution du parti est déposé le 19 avril 2004 mais ne reçoit pas d’autorisation formelle pour l’exercice légal de son activité. Entretemps, un autre parti politique se réclamant aussi de l’écologie, le Parti des verts pour le progrès (PVP), reçoit son autorisation. Sur fond de polémique animée par l’allégeance du parti « concurrent », c’est-à-dire le PVP, au Rassemblement constitutionnel démocratique (parti au pouvoir à cette époque), le ministère de l’Intérieur clame qu’il n’a pas reçu toutes les pièces du dossier de constitution du parti, des propos que les leaders de cette formation politique sont incapables de démentir en l’absence de récépissé légal justifiant le dépôt de leur dossier.
Tunisie verte est finalement légalisé le 17 janvier 2011, après la révolution tunisienne qui renverse le président Zine el-Abidine Ben Ali.

## Positions
À travers des entretiens dans la presse écrite ou en ligne, Tunisie verte dénonce la détérioration de plusieurs sites environnementaux (dessèchement des oasis du sud et pollution du littoral de Sfax, Gabès ou Bizerte) causée par l’« exploitation excessive » des ressources et l’expansion effrénée de certaines zones industrielles polluantes.
Malgré sa non légalisation par les autorités dans un premier temps, les leaders de Tunisie verte assuraient avoir le soutien de nombreuses associations environnementales et partis politiques écologistes européens (dont le Parti vert européen) et participaient à plusieurs colloques et congrès internationaux.
Il rallie le Front populaire en 2012 puis le quitte le 16 mai 2014.